# Żałobnica eukaliptusowa
Żałobnica eukaliptusowa (Zanda latirostris) – gatunek dużego ptaka z rodziny kakaduowatych (Cacatuidae), występujący w południowo-zachodniej Australii, zagrożony wyginięciem.

## Taksonomia
Po raz pierwszy takson ten opisał Ivan Carnaby w 1948 na podstawie holotypu z Hopetoun (Australia Zachodnia). Nadał mu nazwę Calyptorhynchus baudinii latirostris, uznając go za podgatunek żałobnicy białosternej. Obecnie żałobnica eukaliptusowa uznawana jest za odrębny gatunek, gdyż ma wyraźnie krótszy dziób, do tego różni się ekologią. Międzynarodowy Komitet Ornitologiczny (IOC) umieszcza ją w rodzaju Zanda z żałobnicą żółtosterną (Z. funerea) i białosterną (Z. baudinii). Niektórzy autorzy nadal jednak zaliczają te gatunki do rodzaju Calyptorhynchus. IOC uznaje żałobnicę eukaliptusową za gatunek monotypowy.

### Etymologia
- Zanda: etymologia nieznana, autor opisu taksonu nie wyjaśnił znaczenia nazwy, być może eponim lub wymyślona nazwa; rękopisy Mathewsa cytowane przez Richmonda w 1917 roku wskazują, że Zanda jest australijską, rdzenną nazwą[8][9].
- latirostris: łac. latus „szeroki”; -rostris „-dzioby”, od rostrum „dzób”[10].

## Morfologia
Długość ciała wynosi 55–60 cm, długość górnej krawędzi dzioba 41–46 mm, masa ciała 580–770 g. Większość upierzenia czarna, na głowie widoczny ruchomy czub. Dziób u samca ma barwę czarną lub ciemnoszarą, u samicy białawy. Na pokrywach usznych dostrzec można barwną plamę, białą u samców, zaś u samic jasnożółtą i nieco większą. Osobniki młodociane podobne są do samic.

## Zasięg występowania
Żałobnice eukaliptusowe występują w południowo-zachodniej Australii Zachodniej, w strefie, gdzie roczna suma opadów wynosi 300–750 mm. Gniazdują głównie na obszarze między Three Springs a Stirling Range oraz na obszarze od Cataby po rzekę Tone.

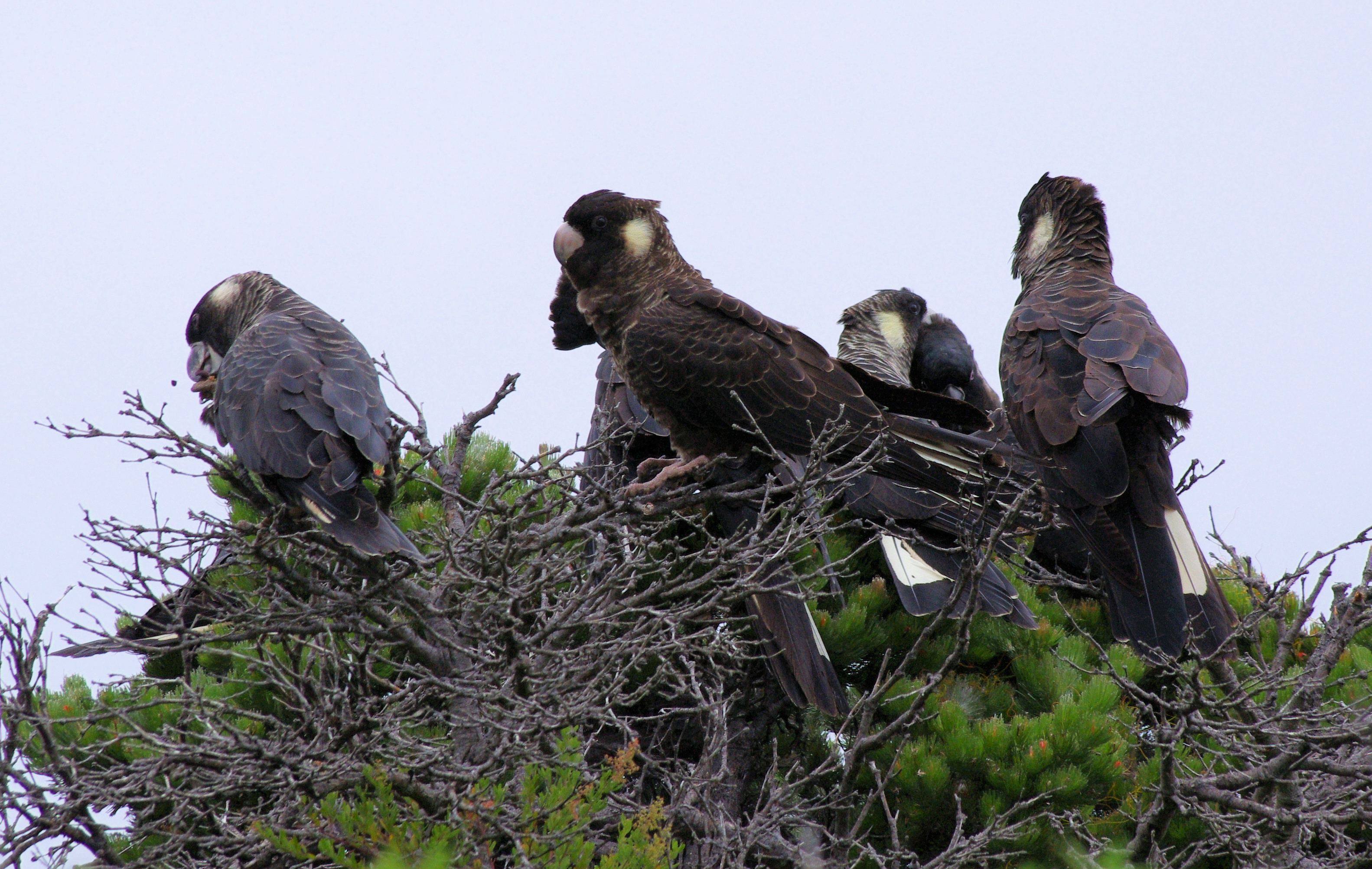
Stado żałobnic eukaliptusowych

## Ekologia i zachowanie
Środowiskiem życia żałobnic eukaliptusowych są zadrzewienia, zakrzewienia i wrzosowiska. Poza sezonem lęgowym poruszają się w stadach; udają się w okolice wybrzeża, gdzie znajdują się plantacje sosen, które od lat 30. XX wieku są źródłem pożywienia i miejscem odpoczynku tych papug. Żywią się nasionami roślin z rodzajów Hakea, Grevillea, Banksia Allocasuarina i Eucalyptus oraz nasionami traw, sosen, larwami owadów i nektarem. Odnotowywano przypadki niszczenia upraw kaki i orzechów oraz sadzonek drzew w sadach.

### Lęgi
Zwykle jaja składane są w okresie od czerwca do końca września, niekiedy czas ten przeciąga się do października lub listopada. Żałobnice eukaliptusowe gniazdują w dziuplach eukaliptusów, szczególnie Eucalyptus salmonophloia i Eucalyptus wandoo. Są monogamiczne; pary trzymają się razem do śmierci jednego z ptaków. Zniesienie liczy 2 jaja, składane w odstępie do 8 dni. Inkubacja trwa 28–29 dni. Tylko w do 6% przypadków dwóm pisklętom udaje się dożyć opierzenia; przeważnie te młodsze umiera do dwóch dób po wykluciu. Najstarsza znana samica w 2014 miała przynajmniej 30 lat; najstarszy znany samiec dożył 34 lat. Samice nie rozmnażają się przed 4. rokiem życia.

## Status, zagrożenia i ochrona
W latach 1994 i 1996 IUCN nadało żałobnicy eukaliptusowej rangę gatunku narażonego na wyginięcie (VU, Vulnerable); od 2000 uznawana jest za gatunek zagrożony wyginięciem (EN, Endangered; stan w 2021). Liczebność populacji szacuje się na około 40 tysięcy osobników, a jej trend uznawany jest za spadkowy. Zagrożeniem dla tych ptaków jest niszczenie środowiska ich życia; szacunkowo, od lat 50. XX wieku do 2016 w tereny rolnicze zamieniono blisko 87% terenu, na którym mogłyby lęgnąć się żałobnice eukaliptusowe. Pozostałe połacie odpowiedniego dlań terenu są rozproszone i zagrożone zasoleniem gleby, zarośnięciem przez rośliny zielne i pożarami. Ponadto samym roślinom grozi obcy dla Australii lęgniowiec Phytophthora cinnamomi. Wraz z utratą środowiska żałobnice eukaliptusowe stają się coraz bardziej narażone na kolizję z samochodem lub odstrzał; wiele z pozostałych obszarów lęgowych znajduje się nieopodal ludzkich siedlisk. W celu ochrony gatunku na jego obszarach lęgowych instaluje się specjalne budki lęgowe. Żałobnica eukaliptusowa jest objęta załącznikiem II konwencji waszyngtońskiej.